# NGC 5999
NGC 5999 је расејано звездано јато у сазвежђу Угломер које се налази на NGC листи објеката дубоког неба.
Деклинација објекта је - 56° 28' 22" а ректасцензија 15h 52m 8,5s. Привидна величина (магнитуда) објекта NGC 5999 износи 9,0. NGC 5999 је још познат и под ознакама OCL 946, ESO 178-SC1.